# Лоскатухино (Пореченская волость)
Лоскатухино — деревня в Великолукском районе Псковской области России. Входит в состав сельского поселения «Пореченская волость».
Расположена в 56 км к югу от райцентра Великие Луки, в 20 км к югу от волостного центра Поречье и в 3 км к юго-западу от деревни Жигари.

## Население
Численность населения деревни по состоянию на 2000 год составляла 8 жителей, на 2010 год — 3 жителя.